# Gedog
Gedog is een bestuurslaag in het regentschap Blitar van de provincie Oost-Java, Indonesië. Gedog telt 9442 inwoners (volkstelling 2010).